# St-Étienne (Roquetaillade)

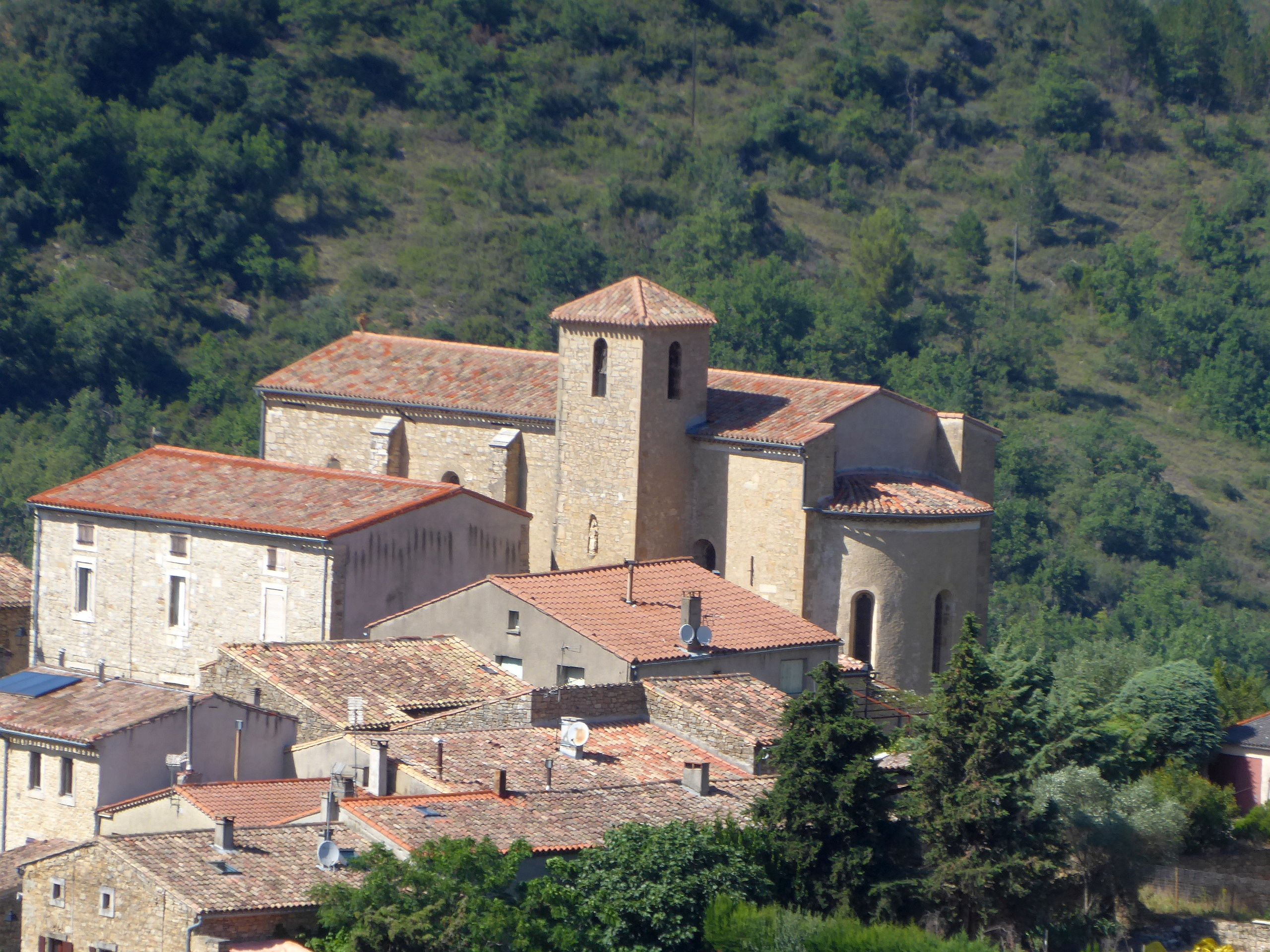
Kirche St-Étienne

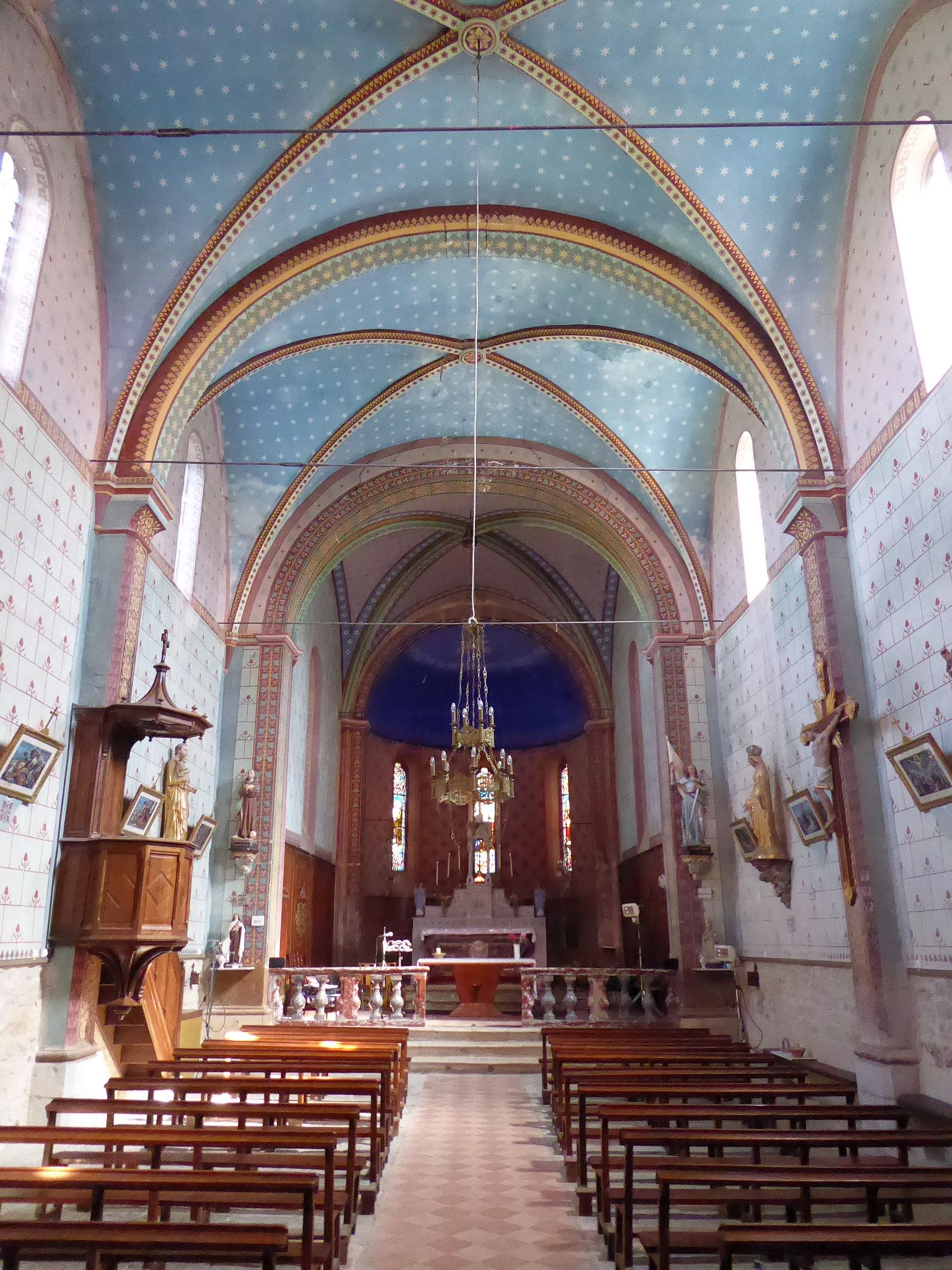
Blick durch das Langhaus

St-Étienne ist eine römisch-katholische Pfarrkirche in Roquetaillade im  Département Aude in Frankreich. 

## Geschichte
Die dem heiligen Erzmärtyrer Stephanus geweihte Pfarrkirche geht im Kern auf einen mittelalterlichen Vorgängerbau aus der Zeit um 1300 zurück, von dem sich vor allem die Nordmauer der heutigen Pfarrkirche erhalten hat. Ein Begräbnis in der Kirche konnte durch einen Münzfund aus der Zeit Karls des VII. in die Zeit um 1427 datiert werden. Zwischen 1573 und 1584 wurde das Gotteshaus in den Religionskriegen schwer beschädigt.
Der Wiederaufbau der Stephanuskirche erfolgte im 17. Jahrhundert unter dem Episkopat von Nicolas Pavillon, der zwischen 1637 und 1677 Bischof von Alet war. Im Inneren hat sich in der Kirche eine reiche Originalausstattung erhalten. Das Gebäude folgt in der Baugestalt bis heute noch den typischen Landkirchen im Stil der Romanik in der Region. Das dreischiffige Langhaus ist einschiffig, dem Chorjoch schließt sich im Osten eine Halbkreisapsis an.